# اندازه ذره
اندازهٔ ذرات کروی همگن به‌طور یکتا توسط قطر آنها تعیین می‌شود. در ذرات فشردهٔ منتظم مانند مکعب‌ها یا چهاروجهی‌های منتظم، یک دیمانسیون می‌تواند سایز ذره را مشخص کند. در برخی از ذرات لازم است که بیش از یک دیمانسیون مشخص شود. مثلاً برای یک مخروط اندازهٔ قطر مخروط و ارتفاع لازم است در حالی که برای یک مکعب، ۳ دیمانسیون لازم است.
از میان روش‌های اندازه‌گیری، قطر کرهٔ با حجم معادل بیشتر به کار برده می‌شود. در اینصورت یک مکعب واحد حجمی برابر با کره‌ای به قطر ۱/۲۴ دارد؛ بنابراین اندازهٔ بدست آمده برای سایز ذرات به خاصیت اندازه‌گیری شده وابسته است. اگر مساحت معادل ملاک قرار گیرد، کره‌ای با قطر ۱/۳۸ سطحی برابر با مکعب واحد دارد. انتخاب این معیار به کاربرد نهایی ذرات وابسته است.